# Puig d'Agulles
El Puig d'Agulles és una muntanya de 653 metres que es troba entre els municipis de Gelida a l'Alt Penedès i de Cervelló i Corbera de Llobregat al Baix Llobregat. És el punt culminant de la Serra de l'Ordal.
Aquest cim està inclòs al Repte dels 100 cims de la Federació d'Entitats Excursionistes de Catalunya. Al cim hi ha un vèrtex geodèsic (referència 282125001) i una cabana de guaita de prevenció d'incendis en molt mal estat. S'hi va estrenar el 1996 el radar meteorològic de l'aleshores Instituto Nacional de Meteorologia, actualment l'Agència Estatal de Meteorologia (AEMET). La mala col·laboració de l'AEMET i el Servei meteorològic de Catalunya va necessitar d'un segon radar al puig Bernat, molt a prop del primer. Hi ha un projecte de reforestació d'una part del puig en el marc del projecte «Arba-Sistema Litoral» per tal de recuperar el bosc autòcton.